# أم حبلين (موقع أثري)
أم حبلين هو موقع أثري يقع شمال شرق مدينة جدة من منطقة مكة المكرمة غرب المملكة العربية السعودية.

## الآثار
يحوي الموقع على صخور متفرقة رسمت عليها نقوش لحيوانات متنوعة و أشكال آدمية بأيديها خناجر بالإضافة إلى نقوش بالكتابات الثمودية و أدوات حجرية يعود تاريخها إلى فترة ما بعد العصر الحجري القديم المتأخر.
عثر بالموقع على 49 قطعة منها 39 عبارة عن رقائق و نصال لقطع حجرية مشذبة بالإضافة إلى وجود أداتان كاملتا الصنع وهما مثقب و أداة ذات ثلب عميق و مشحوذ ولجميع القطع حواف حادة.